# 과학의 날
과학의 날은 사회에 과학기술의 중요성을 알리고 과학의 대중화를 촉진하기 위해 정해진 날이다.

## 제정
대한민국의 과학의 날은 1933년 김용관이 찰스 다윈의 사망 51주기를 기념하여 4월 19일을 ‘과학 데이’로 정한 것이 최초였다. 현재 과학의 날은 1967년 4월 21일 과학기술처가 중앙 행정기관으로 독립한 일을 기념하기 위하여 1968년 제정하였다. 매년 4월 21일에 각종 학교 및 관련 단체에서 물로켓, 에어로켓, 과학글짓기, 과학그리기, 과학상자, 로봇 만들기 등 여러 가지 행사를 개최한다.

## 같이 보기
- 대한민국의 기념일